# Harad
Harad (sindarinsko Jug) je velika dežela iz Tolkienove mitologije, ki leži južno od reke Harnen in gorovja Ephel Duath. Deljen je na Bližnji in Daljni Harad. Poseljujejo ga Haradrim.

## Geografija
Pokrajina je bila vroča, prepredena s puščavami in gozdovi. Omenjata se dve gorski verigi – Sivo gorovje na zahodu in Rumeno gorovje na vzhodu daljnega Harada. 
O rastlinstvu in živalstvu je znano zelo malo, še največ se omenja mûmakil, orjaško, slonu podobno bitje, ki je bilo uporabljeno tudi v bitki na Pelennorskih poljanah.

## Prebivalstvo
Prevladujoče ljudstvo v Haradu so Haradrim (Barangili po gondorsko). Verjetno so bili bogata in dobro oborožena sila. Po značaju naj bi bili drzni in kruti, po izgledu pa visoki, temnopolti, s črnimi očmi in dolgimi črnimi lasmi. Prebivalci daljnega Harada so spominjali celo na poltrole. O izgledu žensk ni znanega ničesar.

### Orožje in obleka
Rdeča barva je zaščitni znak haradske vojske, saj se pojavlja na oblačilih (dolga škrlatna ogrinjala in bakreni oklepi), orožju (ukrivljene sablje, kopja, loki), na pregrinjalih za živali ter celo kot vojna barva na obrazu. Haradski grb prav tako predstavlja črna kača na škrlatni podlagi. Njihovi ščiti so črno-rumeni in okrogli, z velikimi bodicami. Kot nakit uporabljajo velike količine zlata, poleg uhanov in ovratnikov ter si ga prepletajo v lase.

## Odnosi s sosednjimi deželami
Sprva je bil Harad z Númenorci in ljudmi s severa v trgovskih odnosih, pozneje pa so zaradi skrhanih vezi južne dežele začele predstavljati vojaško nevarnost. Temu je botroval Sauronov vpliv, ki je bil na jugovzhodu prisoten najbrž že od začetka njegovega prodora, medtem ko so mu dobro razvite jugozahodne obmorske dežele sledile sorazmerno pozno, šele proti koncu druge dobe. Po padcu Númenorja med Haradrim in kraljestvi iz Srednjega sveta ni bilo več dobrih odnosov.
Haradrim so od takrat naprej predstavljali grožnjo tako po kopnem (imeli so velike vojske pešakov, konjenikov in jezdecev mûmakilov) kot tudi po morju. Najbolj znano in najmogočnejše pristanišče bližnjega Harada se imenuje Umbar, ki je zaradi svoje lege predmet neprestanih zavojevanj s strani Harada in Gondorja.